# Martin Baltimore
Martin A-30 Baltimore – amerykański samolot bombowy z okresu II wojny światowej

## Historia

Silnik Wright Cyclone R-2600 eksponowany w MLP w Krakowie

W 1940 roku w amerykańskiej wytwórni lotniczej The Glenn L. Martin Company opracowano projekt nowego samolotu bombowego, mogącego również wykonywać zadania szturmowe oznaczonego jako Model 187. W założeniu samolot ten miał zastąpić produkowany już seryjnie samolot Martin Maryland. Projekt przedstawiono dowództwu lotnictwa amerykańskiego, lecz nie spotkał się on z zainteresowaniem. Zainteresowała się tym samolotem brytyjsko-francuska komisja do spraw zakupu uzbrojenia. Zamówiła ona budowę tych samolotów i to zarówno dla lotnictwa francuskiego jak i brytyjskiego, przy czym kontrakt dla Francji nie został zrealizowany z powodu podpisania rozejmu z Niemcami. 
Prototyp samolotu, który został oznaczony jako XA-30, został oblatany w 1941 roku i zaraz też rozpoczęto produkcję seryjną samolotu. Samolot otrzymał oznaczenie brytyjskie Martin Baltimore Mk I. 
Po zakończeniu budowy pierwszej serii samolotów, rozpoczęto produkcję kolejnej serii, która miała zredukowane uzbrojenie obronne, wersja ta została oznaczona jako Martin Baltimore Mk II. Następnie rozpoczęto budowę kolejnej wersji oznaczonej jako Martin Baltimore Mk III w której zastosowano górną wieżę strzelecką brytyjskiej wytwórni Boulton Paul wyposażoną w 4 ruchome karabiny maszynowe Browning kal. 7,69 mm. Budowano także jej modyfikację oznaczoną jako Mk IIIA w której zastosowano wieżę strzelecką Martin wyposażoną w dwa karabin maszynowe M2 kal. 12,7 mm. Wersja ta posiadała również oznaczenie amerykańskie Martin A-30. 
W 1942 roku rozpoczęto budowę kolejnej wersji oznaczonej jako Martin Baltimore Mk IV (Martin A-30A), w której zmniejszono uzbrojenie obronne do 4 karabinów maszynowych kal. 7,69 mm umieszczonych w skrzydłach. W grudniu 1942 roku przystąpiono do budowy ostatniej wersji samolotu tego typu, który został oznaczony jako Martin Baltimore Mk V, w której po raz kolejny zmieniono uzbrojenie obronne przez zamontowanie karabinów maszynowych kal. 12,7 mm. Budowę samolotów tej wersji zakończono w maju 1944 roku. Opracowano również kolejną wersję przeznaczoną dla lotnictwa obrony wybrzeża oznaczoną jako Martin Baltimore Mk VI, lecz w maju 1944 roku zrezygnowano z tego projektu.
Łącznie w latach 1941 – 1944 zbudowano 1575 samolotów Martin Baltimore wszystkich wersji.

## Wersje samolotuMartin Baltimore
- Mk I – samolot wyposażony w silniki Wright R-2600-19 o mocy 1600 KM, uzbrojony w 11 karabinów maszynowych kal. 7,69 mm, zbudowano 50 samolotów tej wersji
- Mk II – samolot uzbrojony w 7 karabinów maszynowych kal. 7,69 mm, zbudowano 100 samolotów tej wersji
- Mk III – samolot wyposażony w górną wieżę strzelecką Boulton Paul sterowaną hydraulicznie, uzbrojoną w 4 karabiny maszynowe kal. 7,69 mm, zbudowano 250 samolotów tej wersji
- Mk IIIA (A-30) – samolot wyposażony w górną wieżę strzelecką Martin sterowaną elektrycznie, uzbrojoną w 2 karabiny maszynowe kal. 12,7 mm, zbudowano 281 samolotów tej wersji
- Mk IV (A-30A) – samolot o zmniejszonym uzbrojeniu obronnym, składającym się z 4 karabinów maszynowych kal. 7,69 mm, zbudowano 294 samolotów tej wersji
- Mk V – samolot z ulepszonymi silnikami Wright R-2600-29 o mocy 1700 KM, uzbrojony w 6 karabinów maszynowych kal. 12,7 mm, zbudowano 600 samolotów tej wersji
- Mk VI – projekt wersji rozpoznawczego samolotu dla lotnictwa obrony wybrzeża, nie był produkowany

## Użycie
Samolot Martin Baltimore już w 1941 roku zaczęto wprowadzać do dywizjonów RAF, początkowo służyły do szkolenia załóg, a następnie używano ich bojowo w Afryce Północnej, w obszarze Morza Śródziemnego i na Bliskim Wschodzie. Używano ich do bombardowania lotnisk oraz baz wojsk włoskich i niemieckich. 
Samoloty tego typu znajdowały się na wyposażeniu dywizjonów RAF nr 13, 52, 55, 69, 203, 233, 500 i 680 oraz 1437 Skrzydło. Znalazły się one także na wyposażeniu dywizjonów australijskich nr 454 i 459 walczących w Europie oraz dywizjonów południowoafrykańskich nr 15, 21 i 60. Na samolotach tego typu latali również piloci kanadyjscy w ramach RAF Ferry Command.
Oprócz dywizjonów należących do państw Wspólnoty Brytyjskiej w samoloty Martin Baltimore znajdowały się na wyposażeniu dywizjonu nr 13 lotnictwa Wolnej Grecji (w latach 1943 - 1946), w Grupie Bombowej GB I/17 lotnictwa francuskiego (w latach 1944 – 1947), od lipca 1944 roku w 28 i 132 Grupie Bombowej lotnictwa włoskiego walczącego po stronie aliantów oraz w Regimencie Bombowym nr 1 lotnictwa tureckiego.
Na samolotach tego typu latali również piloci polscy w ramach 45 Transport Group RAF, dostarczając je z Ameryki Północnej do Afryki oraz w ramach 1 ADU/ME Polish Detachment latających na terenie Afryki i dostarczając samoloty do jednostek bojowych. Polscy piloci dostarczyli kilkadziesiąt samolotów Martin Baltimore do jednostek w Afryce.

## Opis konstrukcji
Samolot Martin Baltimor był średniopłatem o konstrukcji metalowej, półskorupowej. Podwozie klasyczne – wciągane w locie. Napęd stanowiły dwa silniki gwiazdowe.